# Toulgoetodes pallida
Toulgoetodes pallida là một loài bướm đêm trong họ Crambidae.